# Lejb Olszaniecki

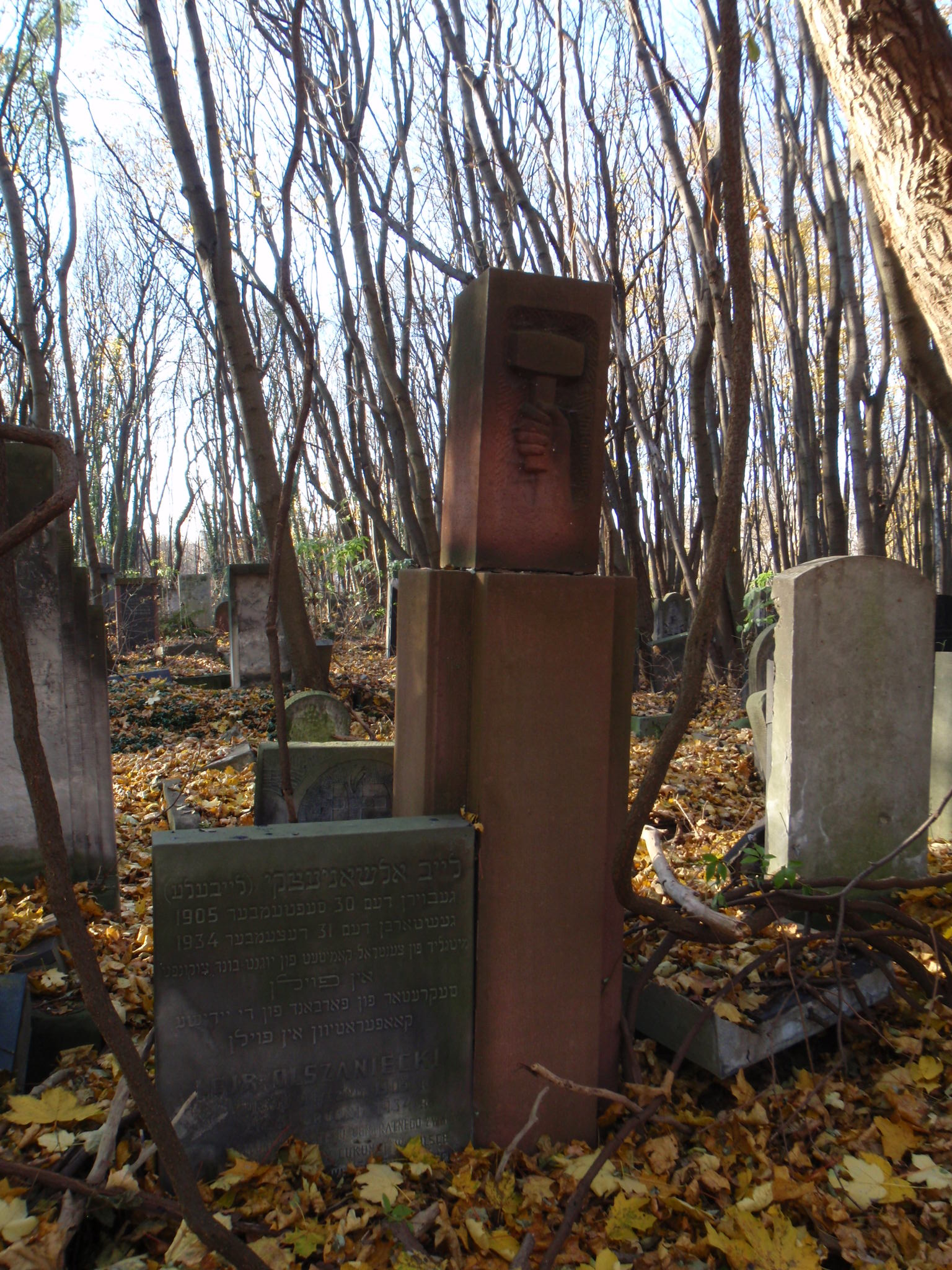
Grób Lejba Olszanieckiego na cmentarzu żydowskim w Warszawie

Lejb Olszaniecki ps. Lejbele (jid. לייבל אלשאניעצקי, ps. לייבעלע;  ur. 30 września 1905 w Łodzi, zm. 31 grudnia 1934 w Warszawie) – polski działacz młodzieżowy i spółdzielczy żydowskiego pochodzenia.
Urodził się w rodzinie inteligenckiej. Odebrał wykształcenie ogólne i religijne. Związał się z lewicową organizacją młodzieżową Cukunft. Współpracował z jej organem prasowym Jugent Veker. Po pewnym czasie został członkiem komitetu centralnego Cukunftu. Działał w żydowskim ruchu spółdzielczym. Był sekretarzem Związku Żydowskich Spółdzielni w Polsce. 
Zmarł w Warszawie wskutek gruźlicy płuc. Jest pochowany na cmentarzu żydowskim przy ulicy Okopowej.